# Eduardo Bettoni
Eduardo Bettoni (27 de julio de 1990) es un deportista brasileño que compite en judo. Ganó una medalla de bronce en el Campeonato Panamericano de Judo de 2012 en la categoría de –90 kg.

## Palmarés internacional
| Campeonato Panamericano | Campeonato Panamericano | Campeonato Panamericano | Campeonato Panamericano |
| Año                     | Lugar                   | Medalla                 | Categoría               |
| ----------------------- | ----------------------- | ----------------------- | ----------------------- |
| 2012                    | Montreal (Canadá)       | Medalla de bronce       | –90 kg                  |